# Northrop Gamma
Nortrop Gamma — многоцелевой транспортный самолёт фирмы Nortrop, выполненный по схеме моноплана с неубирающимися шасси. Самолёт представлял собой цельнометаллический моноплан с алюминиевой обшивкой по всем поверхностям и многолонжеронным крылом низкого расположения. Впоследствии самолёт был переделан в лёгкий бомбардировщик А-17.

## Разработка
Гамма представлял собой дальнейшее развитие успешного самолёта Northrop Alpha и унаследовал аэродинамические инновации своего предшественника. Самолёт имел закрытый фонарь кабины и характерные «штаны» обтекателей на неубирающемся шасси.

## Применение
Nortrop Gamma ограниченную применялся как почтовый самолёт Trans World Airlines, но получил блестящую карьеру в качестве летающей лаборатории и рекордного самолёта. На нём установлено несколько рекордов, в том числе совершён антарктический перелёт.
Американские военные также сочли проект достаточно интересным, чтобы заинтересовать компанию Northrop переделать его в легкий штурмовик Northrop A-17. Военные модификации Nortrop Gamma участвовали в боях в составе китайских и испанских республиканских ВВС. Двадцать пять Gamma 2 были собраны в Китае из комплектующих, предоставленных Northrop; они применялись в различных операциях на ранних этапах второй китайско-японской войны, в частности против имперских японских военно-морских сил.
Модификация Gamma 2А с именем собственным Texaco II установила в 30-е годы ряд национальных рекордов США, в том числе первый беспосадочный перелёт Лос-Анджелес — Нью-Йорк. А модификация Gamma 2H совершила беспосадочный перелёт Бербанк — Нью-Йорк несколько лет спустя. Средняя скорость в полёте составила 419 км\ч, что было весьма значительно для того времени.
Модификация Gamma 5А и Gamma 5D были переданы Японии. Некоторые историки и специалисты в области авиации утверждают, что самолёт оказал значительное влияние на конструкцию японского палубного торпедоносца B5N1.

## Лётно-технические характеристики
| Модификация                 | Gamma 2D                  |
| Размах крыла, м             | 9.50                      |
| Высота, м                   | 2.74                      |
| Площадь крыла, м2           | 33.70                     |
| Вес пустого                 | 1868                      |
| Взлётный вес                | 3334                      |
| Тип двигателя               | 1 ПД Wright R-1820 Cylone |
| Мощность, л. с.             | 710                       |
| Максимальная скорость, км/ч | 359                       |
| Практический потолок, м     | 7130                      |
| Экипаж, чел                 | 1                         |

## Модификации
- Nortrop Gamma 2А — первый серийный самолёт Gamma.
- Nortrop Gamma 2B Polar Star — самолёт был продан Линкольну Элисворту для полётов над Антарктидой. Сейчас находится в Смитсоновском музее авиации и космонавтики.
- Nortrop Gamma 2D — транспортная модификация Gamma 2А с боле мощным двигателем Wright SR-1820-F-53 на 710 л. с.
- Nortrop Gamma 2C — штурмовая модификация, построенная по заказу USAC. Позднее получила обозначение A-16.
- Nortrop Gamma 2E — глубокая модернизация Gamma 2C с двигателем Wright SR-1820-F3 и внешними подвесами для 727 кг бомб. Также машина получила бомбовый прицел для горизонтального бомбометания.
- Nortrop Gamma 2ED-C — штурмовая модификация с двигателем R-1820-F53. Один из самолётов был передан СССР.
- Nortrop Gamma 2F — штурмовая модификация с двигателем с убирающимся шасси.
- Nortrop Gamma 2H — строился как испытательный стенд для отработки системы автопилота. Затем был переделан в гоночный самолёт.
- Nortrop Gamma 2G
- Nortrop Gamma 2L
- Nortrop Gamma 5A — экспериментальная модификация с двигателем Wright «Cyclone» мощностью 775 л. с. и остеклением кабины пилота.
- Nortrop Gamma 5B — экспериментальный штурмовик с изменённым фюзеляжем, капотом и новым двигателем Pratt & Whitney SA1-G «Twin Wasp» на 700 л. с.
- Nortrop Gamma 5C